# Lüyuan

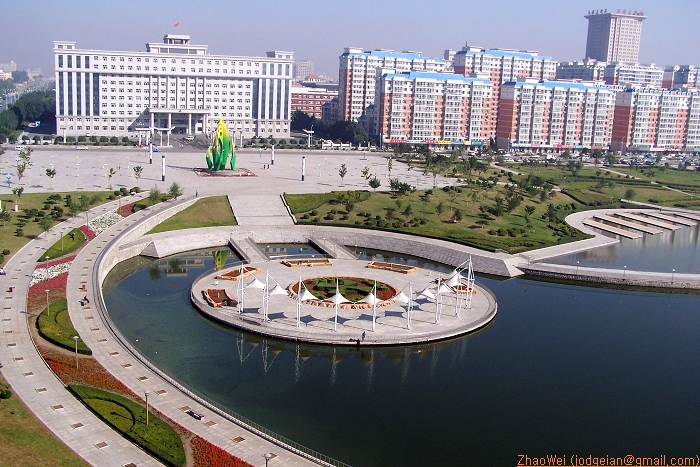
Lvyuan

Lüyuan (绿园区,  Lǜyuán Qū) ist ein nordostchinesischer Stadtbezirk in der Provinz Jilin. Er gehört zum Verwaltungsgebiet der Unterprovinzstadt Changchun, der Provinzhauptstadt. Der Stadtbezirk hat eine Fläche von 338 km² und zählt 810.551 Einwohner (Stand: Zensus 2010).

## Administrative Gliederung
Auf Gemeindeebene setzt sich der Stadtbezirk aus sieben Straßenvierteln und drei Großgemeinden zusammen.